# Notoplax crocodilus
Notoplax crocodilus är en blötdjursart som först beskrevs av Torr och Edwin Ashby 1898.  Notoplax crocodilus ingår i släktet Notoplax och familjen Acanthochitonidae. Inga underarter finns listade i Catalogue of Life.